# Telefèric de Montjuïc
El telefèric de Montjuïc és un remuntador que dona accés a la muntanya barcelonina de Montjuïc des de la falda oriental unint l'Avinguda Miramar i el Funicular de Montjuïc amb el Castell de Montjuïc, situat just al punt més elevat de la muntanya. Malgrat el seu nom, no és pròpiament un telefèric, sinó un telecabina. Inaugurat el 1970 i renovat el 2007, actualment és gestionat per l'empresa pública Projectes i Serveis de Mobilitat sota la marca de Transports Metropolitans de Barcelona.

Logotip del Telefèric de Montjuïc

## Història

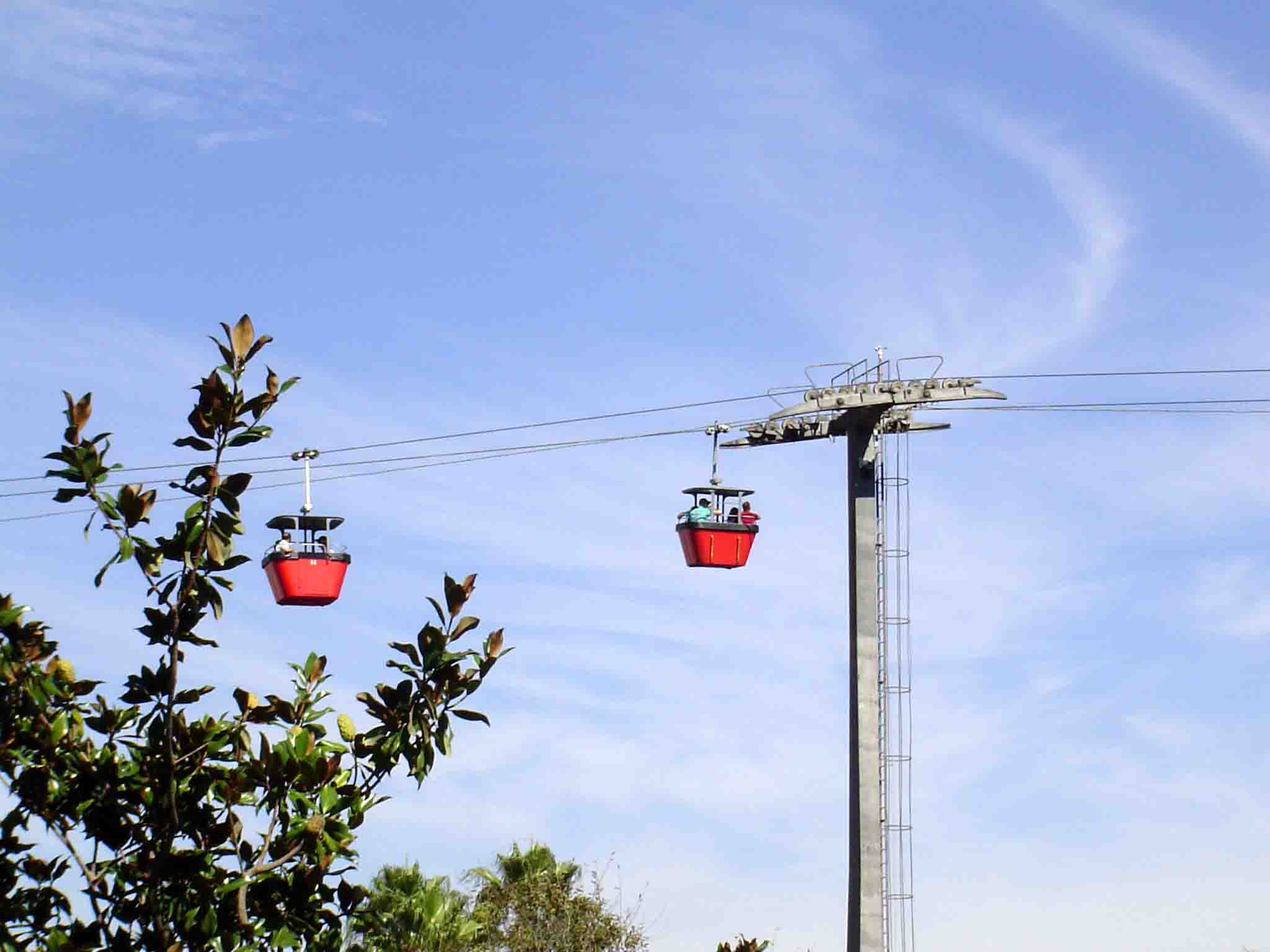
El telefèric sobre Montjuïc, amb les antigues cabines obertes (fotografia del 2004).

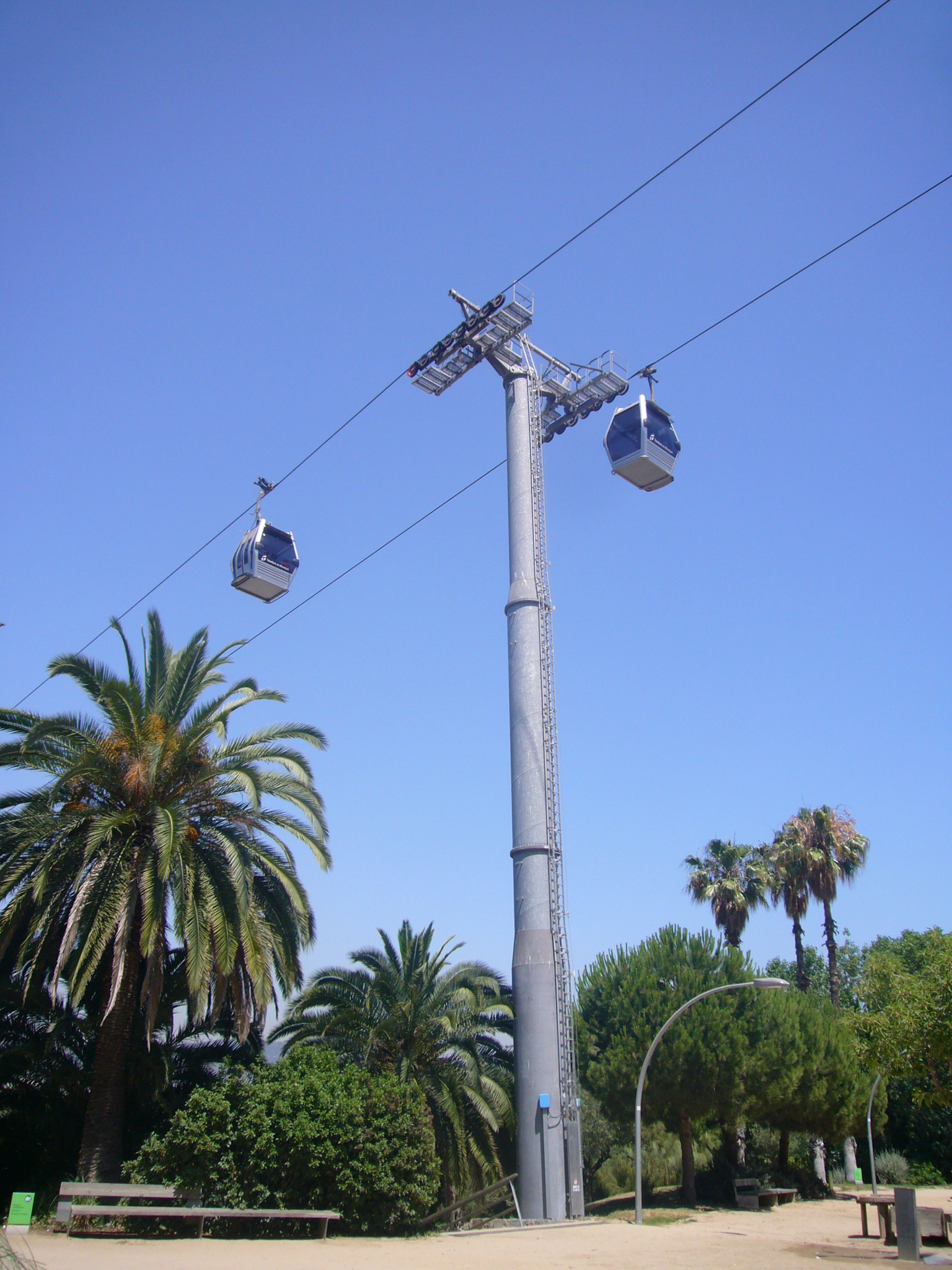
Telefèric de Montjuïc renovat

La línia es va posar en servei el 1970, reemplaçant una secció superior del Funicular de Montjuïc. Es va posar en funcionament amb cabines obertes i de color vermell amb espai per a 4 persones.
El 2004, es va iniciar una renovació completa de la línia, amb 55 noves cabines tancades, fet que va permetre incrementar la seva capacitat fins a 8 persones per cabina i assolir una velocitat fins als 2,9 metres per segon. Durant els 3 anys de treballs, el telefèric romangué tancat i no reobri fins al 2007.

## Estacions
El telefèric disposa de tres estacions: 
- El Parc de Montjuïc (en correspondència amb el Funicular de Montjuïc)
- El Mirador (per parar a gaudir del Mirador de l'Alcalde i a 15 minuts del Transbordador Aeri de Barcelona), on el remuntador fa parada en sentit descendent: Castell ↦ Mirador ↦ Parc de Montjuïc.
- El Castell, on es pot visitar el Castell de Montjuïc o gaudir d'unes magnífiques vistes de la ciutat.

Els bitllets es poden comprar a cadascuna de les estacions de Telefèric o per Internet amb un 10% de descompte.

## Vistes
En el seu trajecte, passa per damunt dels Jardins de Joan Brossa inaugurats l'any 2003. Des de les cabines es pot contemplar la plaça de Catalunya i l'edifici d'un conegut centre comercial, la Catedral, la Sagrada Família, els vaixells de creuers del port, la Vila Olímpica, la Torre Agbar i la zona del Fòrum de les Cultures. Des de la part superior del trajecte es pot contemplar les vistes des del Castell de Montjuïc.